# Sistema bipartidista
Un sistema bipartidista és un sistema polític que afavoreix el desenvolupament de dos partits polítics o coalicions polítiques (sovint antagòniques en l'espectre polític) i que generen una exclusió o discriminació positiva de les minories polítiques. El partit que obtingui el segon lloc en les preferències de vot, és l'oposició única i oficial del govern. Els defensors del bipartidisme argumenten que aquest sistema genera estabilitat política, atès que exclou les posicions extremistes (teoria basada en el concepte del "votant mitjà" que prediu que les posicions polítiques oposades sempre convergeixen al centre). Per contra, els detractors argumenten que l'exclusió d'aquestes minories és antidemocràtica.
El bipartidisme històric tradicional neix després de la Revolució Francesa, i es va estendre a la resta d'Europa i a Amèrica, els governs dels quals presentaven dos partits oposats, conservadors i liberals. A Europa els conservadors volien conservar els privilegis del clergat i de la noblesa, i els liberals volien igualar els drets de la burgesia. A Espanya aquest sistema parlamentari es va establir durant el trienni liberal i durant la restauració borbònica. Als països llatinoamericans amb sistemes presidencialistes, els bipartidisme es manifestava entre els centralistes i els federalistes.
Actualment diversos estats poden presentar una forma de bipartidisme si dos partits polítics hi són predominants, alternant-se en el poder. Espanya n'és un exemple, en què el PSOE i el Partit Popular han governat alternadament des de 1982. No obstant el desenvolupament d'altres partits polítics no es limita per l'estructura electoral amb un sistema de representació proporcional i per tant, la democràcia espanyola no és bipartidista per se.
Els sistemes amb representació proporcional tendeixen a crear sistemes multipartidistes. Els sistemes amb representació directa, per contra, tendeixen a crear sistemes bipartidistes amb una petita o nul·la presència dels partits minoritaris. El sistema electoral dels Estats Units és l'exemple més clar del bipartidisme pur de facto. A més de tenir un sistema de representació directa, s'hi ha establert un sistema de col·legis electorals, el qual tendeix a reprimir el sorgiment d'un multipartidisme, encara que durant alguns períodes del segle xix, el sistema nord-americà seria tripartidista. Altres països amb sistemes presidencialistes, com ara Mèxic i l'Argentina, han implementat una combinació de representació directa i representació proporcional per elegir els membres de llurs Cambres de Diputats, la qual cosa ha permès el desenvolupament d'un sistema multipartidista.

## Bipartidisme com a estratègia electoral
El fet que només hi hagi una dimensió, com per exemple esquerra-dreta o centralisme-regionalisme, i encara més la petita quantitat de partits polítics, fa que el canvi electoral sigui més difícil. El canvi d'ideologia dels electors és lent i costós. El bipartidisme fa que un partit polític no perdi vots encara que la seva reputació sigui pèsima, ja que els valors de l'elector impedeixen que aquest voti l'altre partit. A la pràctica implica que els dos partits poden ser tan ineficaços i corruptes com puguin, sense por de perdre poder.
En altres condicions, quan un partit polític no fa el que diu, la seva reputació se'n pot ressentir i hi haurà electors que el deixaran de votar i, si està a una distància ideològica similar respecte a dos partits però un té la reputació de no complir les seves promeses o de canviar la seva ubicació ideològica, votarà l'altre partit. Anàlogament, una bona reputació amplia el nombre de votants al partit que la té.
Una altra mala reputació típica que fa perdre vots, a banda de la mentida i el transvestisme ideològic, és la reputació d'"impossibilitat de governar". Aquesta és creada i alimentada pels partits grans, amb "cultura de govern", i en particular pel bipartidisme, per a obtenir els vots dels partits petits.